# Okanguati
Okanguati, auch Okangwati, ist eine Siedlung im Wahlkreis Epupa in der Region Kunene im Nordwesten Namibias. Die Siedlung liegt etwa 110 Kilometer nördlich der Regionalhauptstadt Opuwo am Ufer des Omuhongo.